# Raja clavata
La razza chiodata  (Raja clavata Linnaeus, 1758), conosciuta commercialmente con il nome generico di razza  , è una specie di pesce cartilagineo appartenente alla famiglia Rajidae. L'habitat naturale è rappresentato sia dal mare aperto che da acque costiere, dell'Europa, della costa atlantica dell'Africa, probabilmente fino alla Namibia e al Sudafrica in un range batimetrico che varia da 0 a 100 m circa. Talvolta viene anche vista in trappola in grandi pozze naturali che si formano per la bassa marea nei pressi di grandi estuari.

## Descrizione

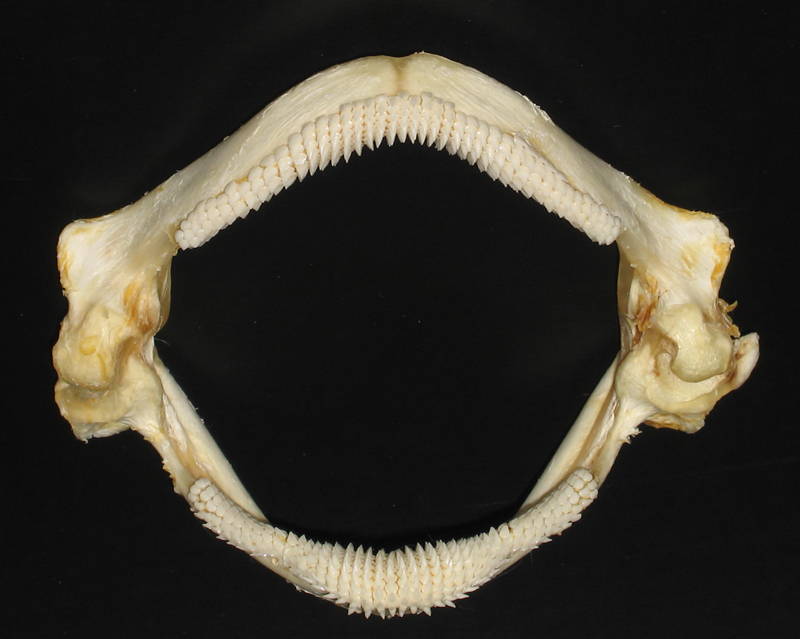
Mandibola di Raja clavata

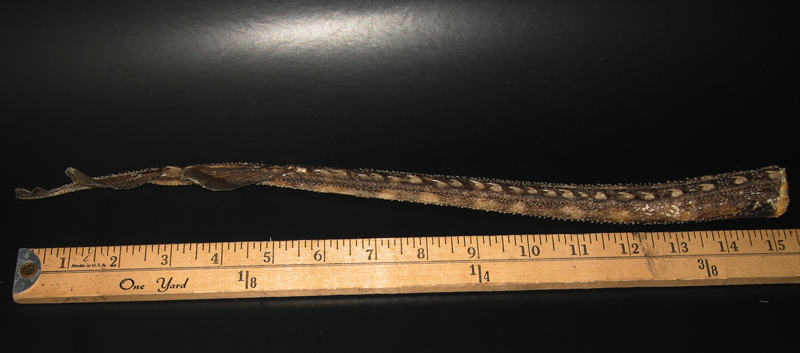
Coda di Raja clavata

La Raja clavata è probabilmente una delle specie di razza che gli appassionati di subacquea incontrano con maggiore frequenza nelle acque dei mari italiani e del Mediterraneo.
Come tutte le razze ha un corpo appiattito con ampie pinne pettorali simili a delle ali. Il corpo è trapezoidale, a forma di aquilone con una coda lunga e spinosa, interamente ricoperta da dentelli dermici ricurvi e pungenti, come anche il resto dell'intero corpo, il che gli conferisce una maggiore idrodinamicità. Gli adulti possono crescere fino a 1 m di lunghezza anche se la maggior parte sono inferiori a 85 cm. Questa specie di razza pesa da 2 a 3,98 kg.
Negli esemplari sessualmente maturi alcune delle spine sono inspessite e più resistenti con una base più larga (note come "scudi"). Queste sono particolarmente ben sviluppate sulla coda come è visibile nell'immagine a lato e sul retro delle femmine sessualmente mature.
Il colore varia dal marrone chiaro al grigio, con numerose piccole macchie più scure e macchie gialle. A volte le macchie gialle sono circondate da piccole macchie scure. La parte inferiore è bianco-crema, con un margine grigio.

## Habitat
La razza chiodata vive di solito su fondali fangosi, sabbiosi o ghiaiosi ad una profondità media tra i 10-60 m. I giovani esemplari si nutrono di piccoli crostacei, in particolare anfipodi e gamberetti. Gli adulti si nutrono invece di granchi, gamberi e piccoli pesci.